# Jaume Jané i Bel
Jaume Jané i Bel (Barcelona, 10 de novembre de 1936) és un polític català, diputat al Parlament de Catalunya.

## Biografia
Diplomat en centres educatius per la Universitat de Navarra, treballà com a professor a EGB, i de 1965 a 1985 fou membre de la Federació Catalana de Centres d'Ensenyament. Participà activament en el moviment juvenil cristià del 1952 al 1964. El 1952 fou un dels fundadors a Sants de l'associació Joventut, que presidirà fins a 1961, i en 1959 animà el Cine Club Àgora i el Cine Club Lyta (1959), alhora que dirigia la Joventut Independent Cristiana (JIC).
És militant d'Unió Democràtica de Catalunya (UDC) des de 1973, de la que actualment és president d'Unió de la Gent Gran, i membre d'Òmnium Cultural. Ha estat diputat suplent al Parlament de Catalunya el 1985 en substitució de Pere Carbonell i Fita i en 1988 en substitució d'Agustí Bassols i Parés, i fou vicepresident de la comissió de seguiment dels Jocs Olímpics de Barcelona.
Fou elegit diputat per Convergència i Unió a les eleccions al Parlament de Catalunya de 1992 i 1995. Actualment és vicepresident de la Federació d'Associacions de la Tercera Edat de Catalunya (FATEC).